# Abeille Normandie
Pour les articles homonymes, voir Garnet.
L’Abeille Normandie est un remorqueur d’intervention, d’assistance et de sauvetage construit en 2010 par Kleven Verft.
Il protège les côtes de la mer du Nord et de la Manche jusqu’à Fécamp.

## Histoire

### Construction
Il est construit en 2010 pour la Siem Offshore, il se nomme alors Siem Garnet. Il est racheté en 2021 par Les Abeilles International, comme le Siem Diamond, il devient le Garnet.

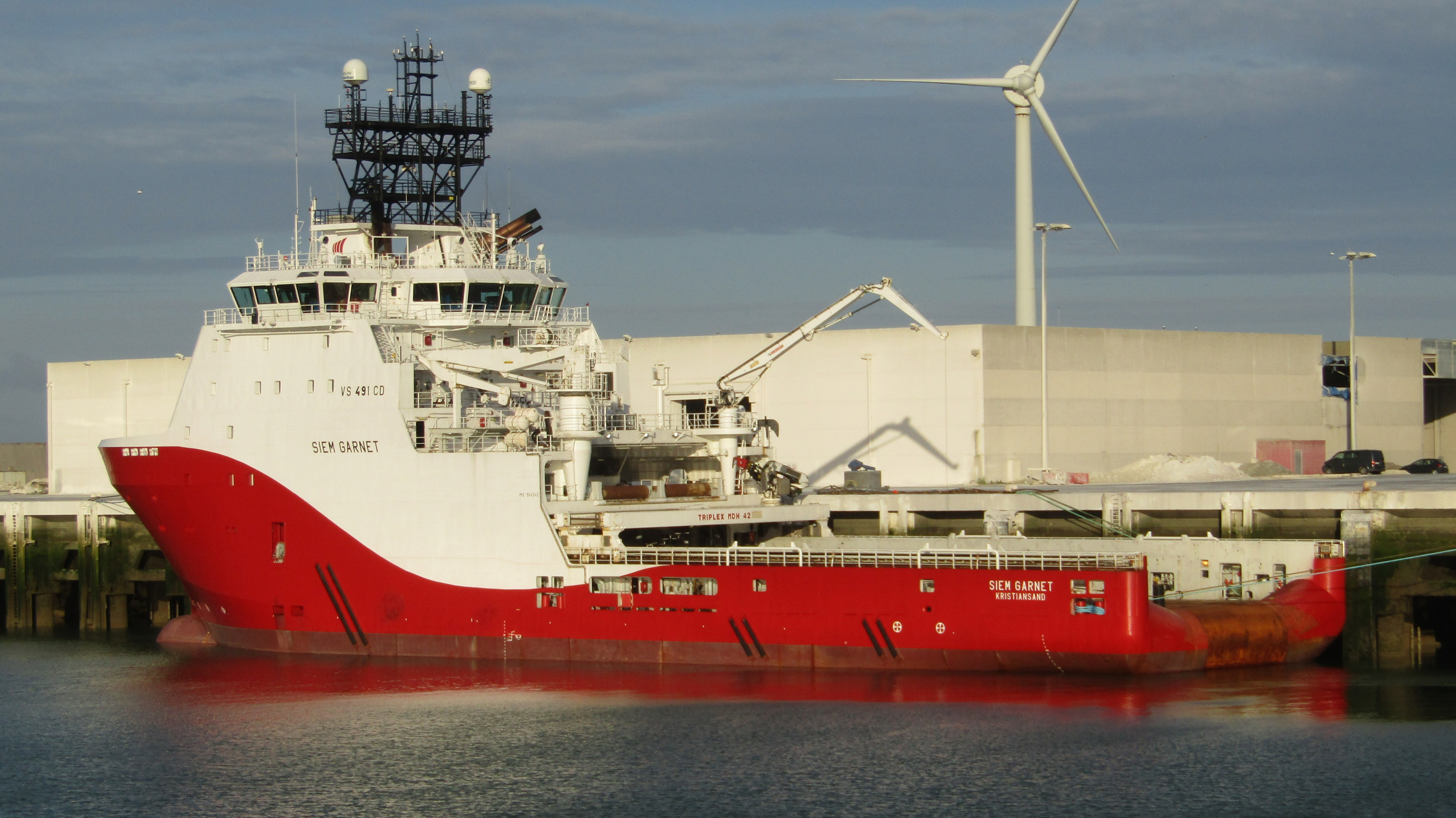
Le Siem Garnet en 2021.

### Transformation
En 2021, il est acquis par l’entreprise Les Abeilles, pour surveiller le trafic maritime dans la Manche.
En septembre 2021, il quitte le port du Havre pour celui de Kiel en Allemagne. C’est dans le chantier naval German Naval Yards que sera effectué le chantier qui consistera à transformer ce remorqueur de manutention d’ancre (AHTS) en remorqueur d’intervention, d’assistance et de sauvetage (RIAS), l’opération s’achèvera courant 2022.
Le 25 novembre 2021, son nouveau propriétaire décide de le renommer Abeille Normandie. Un navire du même nom, construit en 1977, avait notamment été réquisitionné à l’occasion du naufrage de l’Amoco Cadiz.

### Baptême
Après plusieurs exercices en mer et une phase d’entraînement, le remorqueur est opérationnel début juin 2022. Son baptême a lieu au Havre le 23 juin 2022 en présence de sa marraine, la navigatrice Alexia Barrier et d'Édouard Philippe, maire du Havre.
Il est basé à Boulogne-sur-Mer et protège les côtes de la mer du Nord et de la Manche jusqu’à Fécamp,. Il remplace l’Abeille Languedoc.
Son sister-ship est l’Abeille Méditerranée, basé à Toulon, qui remplacera l’Abeille Flandre.
Après avoir quitté le chantier de Kiel le 6 mai 2022, il rejoint le lendemain son port d’attache Boulogne-sur-Mer. Les deux Abeilles, l’ancien et le nouveau, sont alors visibles au niveau du quai de l’Europe.